# Steinhagen (Westfalen)
Steinhagen ist eine Gemeinde in Nordrhein-Westfalen, Deutschland und gehört zum Kreis Gütersloh.

## Geographie

### Geografische Lage
Steinhagen liegt in der Emssandebene am Südhang des Teutoburger Waldes, der das Gemeindegebiet von Nordwesten nach Südosten durchzieht. Dieser Höhenzug begrenzt gleichzeitig das östliche Münsterland und die Westfälische Bucht und ist an dieser Stelle Teil der Weser-Ems-Wasserscheide. Höchste Erhebung ist der Bußberg mit 306 Metern. Der Kottenteich liegt mit 70 Metern am tiefsten. Durch die Gemeinde verläuft der 52. Breitengrad, der am Steinhagener Gymnasium gekennzeichnet ist. Die Entfernung nach Bielefeld beträgt 10 km und nach Gütersloh 15 km.

### Geologie

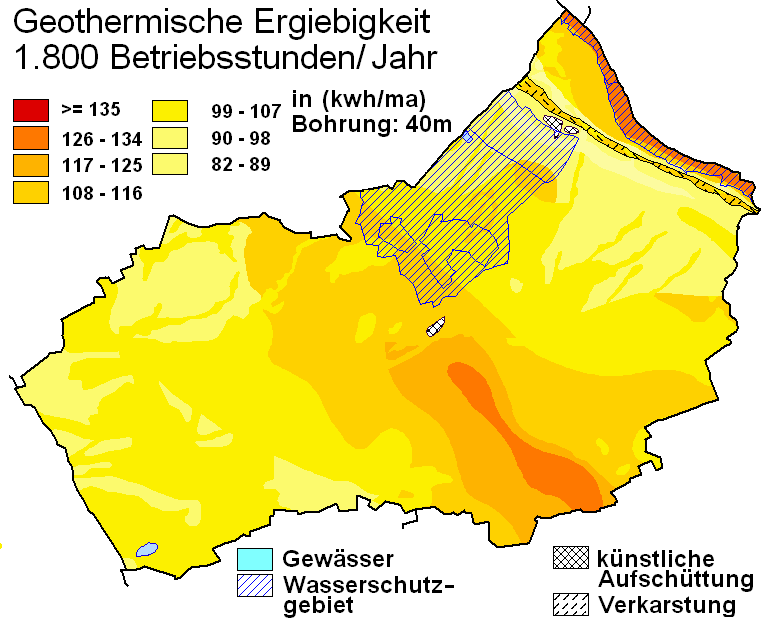
Geothermische Karte von Steinhagen

Der nördliche Teil des Gemeindegebietes befindet sich im Höhenzug Teutoburger Wald, wobei die Gemeindegrenze zu weiten Teilen auf dem Kammrücken verläuft. Nach Süden hin läuft das Gemeindegebiet in die Emssandebene aus.
Steinhagen wird zum Nordostrand des Münsterländer Beckens gerechnet, das in etwa die Gestalt einer Schüssel hat. Hier sind die Gesteine des oberflächennahen Untergrunds steil aufgerichtet. Sie bestehen aus Tonmergel-, Kalkmergel-, Kalk- und Mergelsteinen, aber auch aus Sandsteinen und Sandmergeln des Erdmittelalters (Unter- und Oberkreide). Diese Gesteine liegen über einem Sockel aus gefalteten Gesteinen des Erdaltertums (Devon, Karbon). Im Übergangsbereich zum Münsterland werden die Kreideschichten zunehmend von einer geringmächtigen, meist sandigen Lockergesteinsschicht aus dem Eiszeitalter (Quartär) überdeckt, die aus Flusssedimenten der Ems und aus eiszeitlichen Ablagerungen wie Grundmoräne oder Schmelzwassersanden besteht.
Im Gemeindegebiet sind die nassen und die trockenen Böden unregelmäßig verteilt. In den Niederungen und Tälern steht das Grundwasser bis dicht an die Bodenoberfläche. Dort dominieren Grundwasserböden Gleye, die mit einem Schleier aus Flugsand (Quartär) überzogen sind. Dieser neigt zur Heidebodenbildung (Podsolierung), so dass großflächig Podsol-Gleye vorliegen. Mit zunehmender Flugsanddecke nimmt der Grundwassereinfluss ab. Auf den Flugsanden haben sich Heideböden (Podsole) gebildet, örtlich mit Ortstein im Unterboden (z. B. bei Brockhagen). Bei Steinhagen sind sandig-lehmige Böden aus Geschiebelehm vorherrschend. Über den undurchlässigen Schichten des Geschiebelehms staut sich das Sickerwasser zeitweise bis in den Oberboden. Diese staunassen Böden (Pseudogleye) zeigen im Profil ein graurotbraunes Fleckungsbild. Am Südwesthang des Teutoburger Waldes sind aus den Schmelzwassersanden Podsole entstanden. Als Ergebnis des jahrhundertelangen Landbaus bestehen diese Böden zum Teil tiefreichend aus Humus, vereinzelt mit Plaggenauftrag (Plaggenesch). Am Oberhang des Teutoburger Waldes, z. B. auf dem Jakobsberg, sind Kalksteine der Kreide zu flachgründigen toniglehmigen Böden (Rendzinen) verwittert.
Steinhagen eignet sich mittelmäßig bis gut, im südwestlichen Bereich zum Teil sehr gut, zur Nutzung von geothermischen Wärmequellen mittels Erdwärmesonde und Wärmegewinnung durch Wärmepumpenheizungen (vgl. dazu die nebenstehende Karte).

### Ausdehnung und Nutzung des Gemeindegebiets

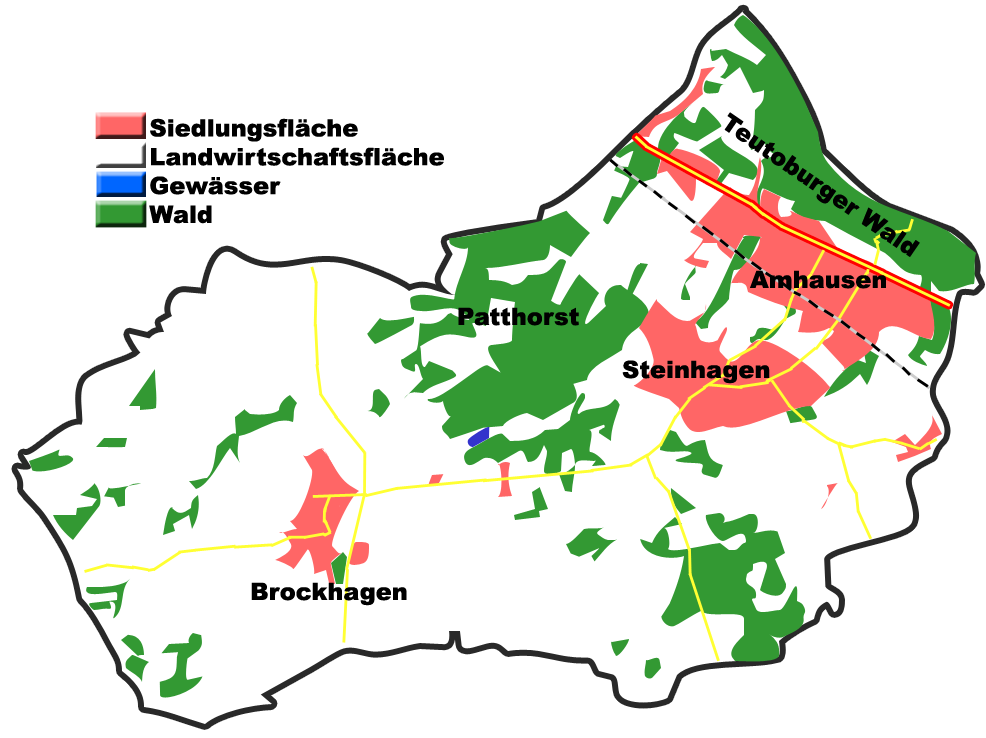
Flächennutzung in Steinhagen

Die als große Landgemeinde klassifizierte Gemeinde umfasst eine Fläche von 56,19 km², davon 6,93 km² im Ortsteil Amhausen, 25,85 km² im Ortsteil Brockhagen und 23,39 km² im Ortsteil Steinhagen. Der überwiegende Teil besteht aus landwirtschaftlich genutzter Fläche und Waldfläche, zusammen etwa 79 %, gefolgt von bebauter Fläche und Verkehrsfläche, zusammen etwa 19 %. Die größte Ausdehnung in Nordsüdrichtung ist rund 8,3 km, in Ostwestrichtung etwa 11,5 km.
| Fläche nach Nutzungsart | Landwirt- schaftsfläche | Wald- fläche | Gebäude-, Frei- und Betriebsfläche | Verkehrs- fläche | Wasser- fläche | Sport- und Grünfläche | sonstige Nutzung |
| ----------------------- | ----------------------- | ------------ | ---------------------------------- | ---------------- | -------------- | --------------------- | ---------------- |
| Fläche in km²           | 34,14                   | 10,44        | 7,42                               | 3,01             | 0,33           | 0,59                  | 0,25             |
| Anteil an Gesamtfläche  | 60,76 %                 | 18,58 %      | 13,21 %                            | 5,36 %           | 0,58 %         | 1,05 %                | 0,44 %           |

### Nachbargemeinden
Steinhagen grenzt im Osten an die kreisfreie Stadt Bielefeld, im Einzelnen im Nordosten an den Stadtteil Dornberg, im Osten an den Stadtteil Quelle und im Südosten an den Stadtteil Ummeln sowie im Süden an Gütersloh. Im Westen schließt sich Harsewinkel, im Nordwesten Halle und im Norden Werther an, die jeweils zum Kreis Gütersloh gehören.

### Gemeindegliederung
Steinhagen gliedert sich in drei Ortsteile: neben der Kerngemeinde Steinhagen besteht der Ort aus Amshausen und Brockhagen. Letzteres ist dörflich-ländlich geprägt. Einen Überblick über die Bevölkerungszahlen der Ortsteile gibt folgende Tabelle:
| Ortsteil   | Einwohner (nur Hauptwohnsitze) Stand: 1. Januar 2022 | Gliederung von Steinhagen |
| ---------- | ---------------------------------------------------- | ------------------------- |
| Amshausen  | 03.141                                               | Gliederung von Steinhagen |
| Brockhagen | 03.139                                               | Gliederung von Steinhagen |
| Steinhagen | 14.130                                               | Gliederung von Steinhagen |
| Gesamt     | 20.410                                               | Gliederung von Steinhagen |

### Klima

Niederschlagsdiagramm Steinhagen-Brockhagen

Steinhagen gehört der gemäßigten Klimazone Mitteleuropas an. Es liegt im Bereich des subatlantischen Seeklimas. Die Winter sind unter atlantischem Einfluss meist mild und die Sommer mäßig warm. Zum Klima in der Region Ostwestfalen-Lippe, zu der Steinhagen gehört, siehe auch den Artikel Klima in Ostwestfalen-Lippe.
Durch die Lage im subatlantischen Seeklima herrscht ganzjährig ein humides Klima mit relativ gleich verteilten Niederschlägen vor. Insgesamt fallen an der Messstation Brockhagen im langjährigen Mittel 775 mm Niederschlag je Jahr. Somit fällt mehr Niederschlag, als im deutschen Mittel (700 mm), allerdings deutlich weniger Niederschlag, als von der Messstation aus in nordöstlicher Richtung des Gemeindegebietes. Dort fallen durch die Regenfängerwirkung des Teutoburger Walds aufgrund von Steigungsregen bis zu 1200 mm Niederschlag je Jahr.

## Geschichte
Konrad III. bestätigte im Jahr 1147 dem Stift Herford Besitzrechte an mehreren Hagen (also Höfen oder Hofstellen), darunter den Hofstellen oder Ortsbezeichnungen „Schabbehardt“ (scapaharda) und „Burde“ (Bedeutung vermutlich Börde oder Gegend, althochdeutsch gibûrida?) im Siedlungsgebiet des heutigen Steinhagen. Es wird vermutet, dass diese Höfe die Keimzellen des heutigen Ortes sind. Urkundlich belegt ist, dass ein Hagen in Burde mit zwölf Höfen dem Stift Herford im Jahr 1300 zu Zinsleistungen verpflichtet war. In späteren Urkunden wird „Burde“ auch „Nienhagen“ genannt.
In unmittelbarer Nachbarschaft dieses Hagen wurde durch den Grafen von Ravensberg (Hermann oder Ludwig) vermutlich Mitte des 11. Jahrhunderts eine Siedlung gegründet, die aus elf freien Höfen bestand und „Steinhagen“ genannt wurde. In einer Paderborner Urkunde vom 2. August 1258 wird die Siedlung erstmals als „Steinhagen“ bezeichnet. Beide Siedlungskerne wurden im Zuge einer kirchlichen Gebietsreform im Jahr 1334 vereint. Nach und nach wurden die Bezeichnungen „Burde“ und „Nienhagen“ zugunsten von „Steinhagen“ nicht mehr verwendet. In der Grafschaft Ravensberg gehörte das Kirchdorf Steinhagen zur Vogtei Brackwede im Amt Sparrenberg.
Im Mittelalter nahm die Leinenproduktion einen gewaltigen Aufschwung. Die Ursprünge des Leinengewerbes lagen in der ländlichen Hausspinnerei und Hausweberei. Beides wurde im Winter betrieben und diente anfangs der Deckung des Eigenbedarfs. Bald schon jedoch entdeckten die Grundherren die neue Einnahmequelle. Vom 12. Jahrhundert an wurden in den Heberegistern der Abtei Herford grundherrliche Abgaben an Flachsbündeln und Leinentüchern erwähnt. Die Anfänge des Leinengewerbes in Steinhagen sind unklar. Vermutlich baute man dort jedoch schon im 13. Jahrhundert Flachs und Hanf an. In den Herforder Heberegistern wird von einer Bokemühle bei Borde berichtet. Sie soll an einem heute nicht mehr erkennbaren Arm des Landbaches in der Nähe des Hofes Rueshop gelegen haben.
In den folgenden Jahrhunderten galt das bäuerliche Textilgewerbe vor allem bei Heuerlingen und Köttern als Nebenerwerb, um ihren Lebensunterhalt zu sichern. Die Verarbeitung war vom 14. bis zum 18. Jahrhundert deshalb mehr auf dem Lande als in den Städten zu finden.
Auch Friedrich Wilhelm, der Große Kurfürst (1640–1688) und Graf von Ravensberg, sah das Leinengewerbe als einen der wichtigsten wirtschaftlichen Faktoren der Grafschaft Ravensberg an. Am 20. April 1688 erließ er ein Edikt über den Handel in der Grafschaft, nach denen schmales Leinen aus den Kirchspielen Steinhagen und Brockhagen frei vom Vorkaufsrecht der Herforder und Bielefelder Kaufleute sein sollten. Er nannte das Ravensberger Land auch „mein liebes Spinn- und Leinenländchen“.
Neben dem Flachs galten Hanfanbau und Hanfverarbeitung seit dem Hochmittelalter als wesentlicher Produktionszweig. Vor allem in feuchten Niederungs- und Bruchgebieten wurde er auf Steinhagener und Brockhagener Gebiet und im südlichen Ravensberger Land angebaut. Produkte aus Hanf wurden auch nach England, Niederlande und Nordamerika exportiert. Die Faser wurde zur Herstellung von Seilen und groben Stoffen wie Schiffssegeln u. a. verwendet. Auch die groben Hemden der Sklaven in Übersee waren oft aus diesem Gewebe. Seit der Zeit des Großen Kurfürsten wurden Anbau und Fertigung von Hanf- und Leinenerzeugnissen staatlich reglementiert, wie auch das gesamte Wirtschaftsleben in der Grafschaft Ravensberg, zu der Steinhagen gehörte. Durch Leggeordnungen (1669/1672) wurde die Leinenproduktion vereinheitlicht und überprüft. Kurfürstliche Beamte kontrollierten Qualität und Maße; und legten Strafen und Gebühren fest. Steinhagen und Brockhagen wurden in der Gebührenordnung genannt. Wichtigstes Dokument ist das "Commercien-Edict" von 1688. Hier ist eine Sonderregelung für Steinhagen und Brockhagen verzeichnet.
Die Nachfolger des Kurfürsten haben auch als Preußenkönige das Leinengewerbe in immer größerem Maße gefördert. Steuerermäßigungen, die Erlangung der Personenfreiheit und Befreiung vom Wehrdienst veranlassten immer Menschen, Flachs anzubauen und zu verarbeiten. Um 1720 gab es in der Grafschaft Ravensberg kaum einen Bauern, der nicht Flachs anbaute.
Seit dem Ende des 18. Jahrhunderts brachen über das bäuerliche Leinengewerbe schwere Zeiten herein. Die Auswirkungen der Französischen Revolution, die napoleonischen Kriege, dazu die von Napoleon verhängte Kontinentalsperre führten zu Absatzrückgang und zur Verelendung großer Teile der Landbevölkerung. Während der Zeit des Königreichs Westphalen gehörte Steinhagen im Distrikt Bielefeld von 1807 bis 1810 zum Kanton Brackwede und von 1811 bis 1813 zum Kanton Brockhagen. Steinhagen wurde 1813 wieder preußisch und kam 1816 zum neuen Kreis Halle. Im Kreis Halle gehörte die Gemeinde zum Amt Halle.
In dem durch die anschließende Industrielle Revolution eingeleiteten Industriezeitalter wurden die an den heimischen Boden gebundenen bäuerlichen Lebensformen brüchig. Die Umgestaltung der Wirtschaft begann in Europa u. a. mit der Verwendung von Maschinen zur Textilherstellung. Besonders die Konkurrenz aus dem Ausland mit Erzeugnissen von höherer Qualität und niedrigeren Preisen verstärkte die Situation und setzte die heimischen Löhne unter massivem Druck. Nirgendwo dürfte die Not so bitter und aussichtslos gewesen sein wie unter den Heimwebern im südwestfälisch-ravensberger Raum und in Schlesien. Große Teile der verelendeten Landbevölkerung wanderten aus oder in die großen, aufblühenden und wachsenden Industriestädte ab, weil die in Heimarbeit betriebene Handweberei wirtschaftlich unrentabel geworden war.
In der Folgezeit setzte in Deutschland eine Spezialisierung auf die Produktion von Industrieflachs ein.

### Eingemeindungen
Am 1. Januar 1932 wurde ein bewohnter Teil der Gemeinde Künsebeck eingemeindet (0,35 km²). Im Rahmen der nordrhein-westfälischen Gebietsreform wurden die drei Gemeinden Steinhagen, Amshausen und Brockhagen aus dem Amt Halle und Teile der Gemeinde Hoberge-Uerentrup am 1. Januar 1973 im Zuge der Umsetzung des Bielefeld-Gesetzes (§ 3) zur neuen Gemeinde Steinhagen zusammengeschlossen.

### Einwohnerentwicklung

Bevölkerungsentwicklung in Steinhagen von 1818 bis 2017 nach nebenstehenden Tabellen (untere Linie: jeweiliger Gebietsstand, obere Linie: heutiger Gebietsstand)

Steinhagen ist die größte Gemeinde (nach Einwohnern) im Kreis Gütersloh. Stadtrechte wurden Steinhagen nicht verliehen.
Die folgende Übersicht zeigt die Einwohnerzahlen der Gemeinde Steinhagen nach dem jeweiligen Gebietsstand, bei einigen Zahlen zusätzlich nach heutigem Gebietsstand. Bei den Zahlen handelt es sich bis 1970 und für 1987 um Volkszählungsergebnisse und ab 1975 um amtliche Fortschreibungen des Landesamtes für Datenverarbeitung und Statistik. Die Zahlen von 1975 bis 1985 sind geschätzte Werte, die Zahlen ab 1990 Fortschreibungen auf Basis der Ergebnisse der Volkszählung von 1987. Die Angaben beziehen sich ab 1871 sowie für 1946 auf die Ortsanwesende Bevölkerung, ab 1925 auf die Wohnbevölkerung und ab 1985 auf die Bevölkerung am Ort der Hauptwohnung. Vor 1871 wurde die Einwohnerzahl nach uneinheitlichen Erhebungsverfahren ermittelt. Im Jahr 1974 wurden noch einmal die Einwohnerzahlen in der Gesamtgemeinde und in der Gemeinde Steinhagen mit den ehemaligen Grenzen vom Statistischen Landesamt ermittelt.
Steinhagen nach dem damaligen Gebietsstand
| Jahr            | Einwohner |
| --------------- | --------- |
| 1799            | 1.441     |
| 1818 (31. Dez.) | 1.589     |
| 1831 (3. Dez.)  | 1.659     |
| 1837 (3. Dez.)  | 1.818     |
| 1843 (3. Dez.)  | 1.828     |
| 1849 (3. Dez.)  | 1.880     |
| 1852 (3. Dez.)  | 1.860     |
| 1858 (3. Dez.)  | 1.727     |
| 1867 (3. Dez.)  | 1.812     |
| 1871 (1. Dez.)  | 1.753     |
| 1885 (1. Dez.)  | 1.797     |
| 1895 (1. Dez.)  | 1.931     |

| Jahr            | Einwohner |
| --------------- | --------- |
| 1900 (1. Dez.)  | 2.110     |
| 1905 (1. Dez.)  | 2.269     |
| 1910 (1. Dez.)  | 2.698     |
| 1925 (16. Juni) | 3.027     |
| 1933 (16. Juni) | 3.508     |
| 1939 (17. Mai)  | 3.896     |
| 1946 (29. Okt.) | 5.693     |
| 1950 (13. Sep.) | 6.260     |
| 1961 (6. Juni)  | 7.677     |
| 1970 (27. Mai)  | 8.397     |
| 1972 (31. Dez.) | 9.224     |

Steinhagen nach dem heutigen Gebietsstand
| Jahr            | Einwohner |
| --------------- | --------- |
| 1939 (17. Mai)  | 06.909    |
| 1950 (13. Sep.) | 10.693    |
| 1961 (6. Juni)  | 12.377    |
| 1970 (27. Mai)  | 14.258    |
| 1972 (31. Dez.) | 15.129    |
| 1974 (30. Juni) | 15.514    |
| 1975 (31. Dez.) | 15.771    |
| 1980 (31. Dez.) | 16.220    |
| 1985 (31. Dez.) | 16.056    |
| 1987 (25. Mai)  | 16.486    |
| 1990 (31. Dez.) | 17.303    |

| Jahr            | Einwohner |
| --------------- | --------- |
| 1995 (31. Dez.) | 18.591    |
| 2000 (31. Dez.) | 19.619    |
| 2005 (31. Dez.) | 19.902    |
| 2007 (31. Dez.) | 19.938    |
| 2012 (31. Dez.) | 20.197    |
| 2015 (31. Dez.) | 20.749    |
| 2016 (31. Dez.) | 20.660    |
| 2017 (31. Dez.) | 20.715    |
| 2018 (31. Dez.) | 20.701    |
| 2019 (31. Dez.) | 20.585    |
| 2022 (31. Dez.) | 20.671    |

### Religion
Mit Stand 1. Januar 2025 waren 40 % der Einwohner evangelisch, 13 % katholisch und 47 % gehörten einer anderen Glaubensgemeinschaft an oder waren konfessionslos.

## Politik
Steinhagen gehört zum Landtagswahlkreis Gütersloh I – Bielefeld III, in dem bei den Landtagswahlen 2010, 2012 und 2017 Georg Fortmeier (SPD) und 2022 Thorsten Klute (SPD) als Direktkandidat gewählt wurden. Auf Bundesebene gehört Steinhagen zum Bundestagswahlkreis Gütersloh, in dem 2009, 2013, 2017 und 2021 Ralph Brinkhaus (CDU) als Direktkandidat gewählt wurde.

### Gemeinderat
- Grüne: 7
- SPD: 13
- UWG: 1
- FDP: 2
- CDU: 13
- SONSTIGE: 2

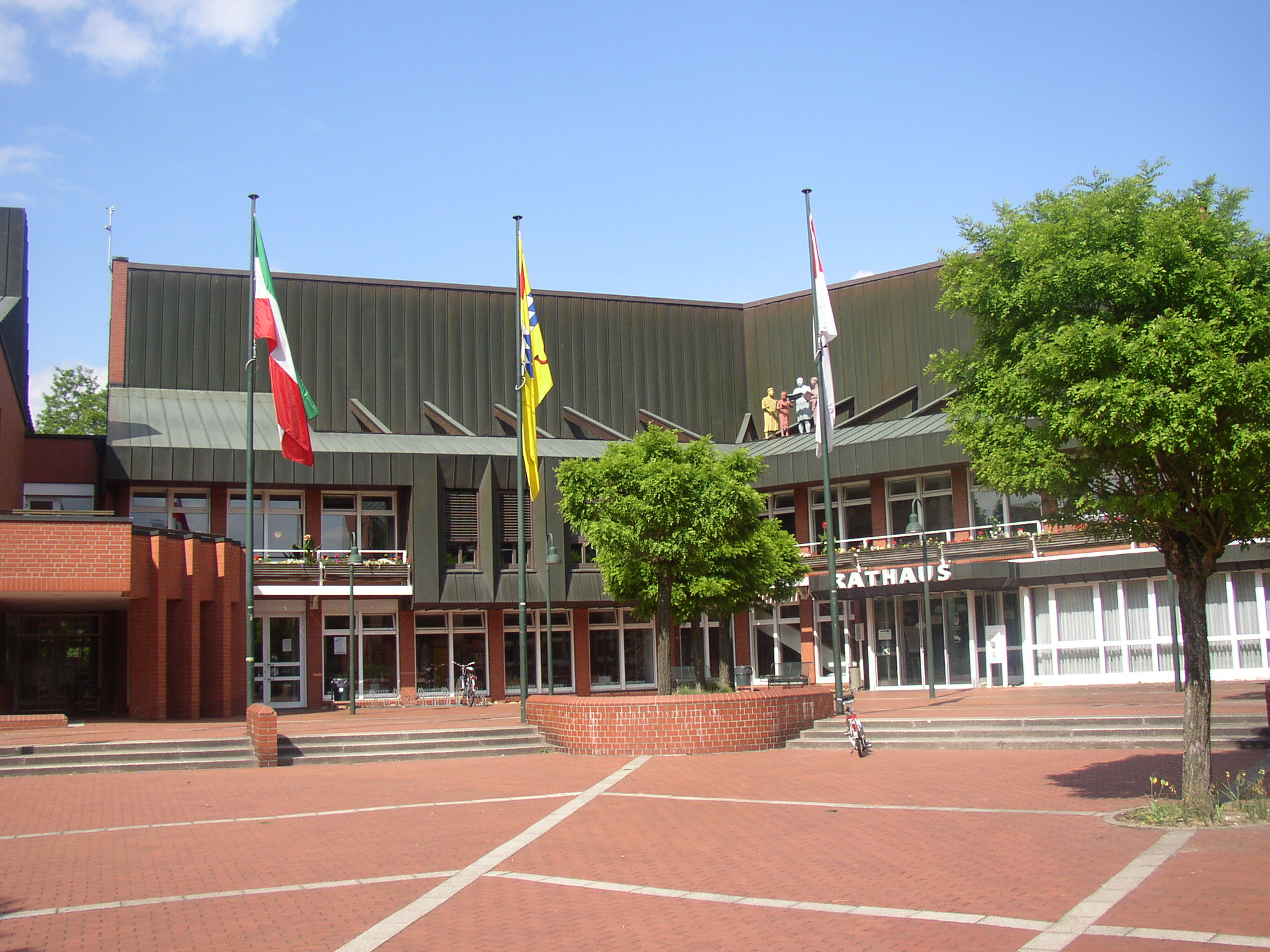
Rathaus in Steinhagen

Der Gemeinderat hat gegenwärtig 38 Mitglieder aus sieben Parteien. Hinzu kommt die Bürgermeisterin als Ratsvorsitzende.
Die lokale Politik war ähnlich wie im benachbarten Halle von 2004 bis 2014 recht stark von den Ausbauplanungen der Autobahn A 33 bestimmt. So stellte sich bei der Kommunalwahl 2004 erstmals die Südtrassenunion (STU) zur Wahl, die sich den Weiterbau der A 33 auf einer bestimmten Trassierung zum Programm gemacht hat. Auch die Bürgerallianz stellte sich erstmals zur Wahl. 2013 haben sich beide Parteien zur Wählergemeinschaft BA/STU zusammengeschlossen. Bei der Kommunalwahl 2014 verlor die BA/STU ihren Fraktionsstatus und stellte bis zur Kommunalwahl 2020 nur noch ein Ratsmitglied. Bei der Kommunalwahl 2020 trat die BA/STU nicht mehr an. Im Juli 2018 trat ein Ratsmitglied aus der CDU aus, so dass die Fraktion bis zum Ende der Wahlperiode nur noch aus 11 Mitgliedern bestand. Das ausgetretene Ratsmitglied war eines von zwei fraktionslosen Ratsmitgliedern in der Wahlperiode 2014/2020.
Die folgende Tabelle zeigt die Kommunalwahlergebnisse seit 1975:
| [ 25 ] [ 26 ] [ 27 ] | 2020  | 2020  | 2014  | 2014  | 2009  | 2009  | 2004  | 2004  | 1999  | 1999  | 1994  | 1994  | 1989  | 1989  | 1984  | 1984  | 1979  | 1979  | 1975  | 1975  |
| Partei               | Sitze | %     | Sitze | %     | Sitze | %     | Sitze | %     | Sitze | %     | Sitze | %     | Sitze | %     | Sitze | %     | Sitze | %     | Sitze | %     |
| -------------------- | ----- | ----- | ----- | ----- | ----- | ----- | ----- | ----- | ----- | ----- | ----- | ----- | ----- | ----- | ----- | ----- | ----- | ----- | ----- | ----- |
| SPD                  | 13    | 33,80 | 15    | 44,97 | 13    | 37,13 | 11    | 31,33 | 12    | 36,41 | 16    | 37,87 | 15    | 37,57 | 15    | 37,23 | 16    | 41,86 | 16    | 41,59 |
| CDU                  | 13    | 33,87 | 12    | 34,68 | 11    | 31,78 | 12    | 35,83 | 15    | 44,06 | 16    | 38,81 | 15    | 37,11 | 15    | 37,73 | 14    | 34,54 | 16    | 39,66 |
| Grüne                | 07    | 18,64 | 04    | 12,57 | 04    | 11,09 | 02    | 07,59 | 02    | 06,50 | 04    | 10,16 | 03    | 07,74 | 03    | 08,50 | −     | −     | −     | −     |
| FDP                  | 02    | 05,69 | 02    | 04,37 | 02    | 07,09 | 02    | 04,78 | 02    | 04,37 | 0     | 03,77 | 02    | 05,28 | 02    | 05,06 | 02    | 06,31 | 07    | 18,74 |
| UWG1                 | 01    | 02,56 | 0–    | 0–    | 02    | 06,60 | 02    | 06,53 | 03    | 08,67 | 03    | 09,39 | 04    | 12,17 | 04    | 11,48 | 07    | 17,29 | −     | −     |
| STU2                 | 0−    | 0−    | 0–    | 0–    | 01    | 03,89 | 03    | 08,92 | −     | −     | −     | −     | 0−    | −     | −     | −     | −     | −     | −     | −     |
| Bürgerallianz        | 0−    | 0−    | 0–    | 0–    | 01    | 02,41 | 02    | 05,03 | −     | −     | −     | −     | 0−    | −     | −     | −     | −     | −     | −     | −     |
| BA/STU               | 0−    | 0−    | 01    | 03,41 | –     | –     | –     | –     | –     | –     | –     | –     | 0–    | –     | –     | –     | –     | –     | –     | –     |
| Die PARTEI           | 01    | 02,56 | −     | −     | −     | −     | −     | −     | −     | −     | −     | −     | 0−    | −     | −     | −     | −     | −     | −     | −     |
| AfD                  | 01    | 02,88 | −     | −     | −     | −     | −     | −     | −     | −     | −     | −     | 0−    | −     | −     | −     | −     | −     | −     | −     |
| Einzelbewerber       | −     | −     | –     | –     | −     | −     | −     | −     | −     | −     | −     | −     | 0     | 00,14 | −     | −     | −     | −     | −     | −     |
| Gesamt3              | 38    | 100   | 34    | 100   | 34    | 100   | 34    | 100   | 34    | 100   | 39    | 100   | 39    | 100   | 39    | 100   | 39    | 100   | 39    | 100   |
| Wahlbeteiligung      | 61,92 | 61,92 | 57,55 | 57,55 | 61,33 | 61,33 | 61,88 | 61,88 | 65,26 | 65,26 | 85,34 | 85,34 | 73,11 | 73,11 | 74,49 | 74,49 | 79,57 | 79,57 | 87,73 | 87,73 |

1Unabhängige Wählergemeinschaft, 2Südtrassenunion, 3ohne Berücksichtigung von Rundungsdifferenzen

### Bürgermeister
- 1961 bis 1982 Rudolf Wolf (FDP/UWG)
- 1982 bis 1994 Heinrich Consbruch (CDU)
- 1994 bis 2020 Klaus Besser (SPD)
- seit November 2020 Sarah Süß (SPD)

Bürgermeisterin der Gemeinde ist seit dem 1. November 2020 Sarah Süß (SPD). Sie setzte sich in der Stichwahl am 27. September 2020 mit 61,38 Prozent gegen den CDU-Kandidaten durch. Sarah Süß ist die Nachfolgerin von Klaus Besser (SPD), der das Amt des Bürgermeisters 26 Jahre ausübte.

### Wappen
Das Wappen von Steinhagen ist dreigeteilt. Oben links blau mit einer goldenen Ähre und rechts gold mit blauem Wacholder gespalten. Damit wird Bezug genommen auf die Spezialität Steinhäger, für den die Gemeinde bekannt ist. Unten ist das Wappen der Grafschaft Ravensberg (drei rote Sparren auf silber) abgebildet, um die (ehemalige) Zugehörigkeit zu diesem Gebiet darzustellen.
Das Wappen wurde am 16. August 1977 durch den Regierungspräsidenten in Detmold genehmigt. Vorher führte die Gemeinde ein Wappen mit braunem Wacholderzweig mit blauen Nadeln und Früchten. Braun ist jedoch keine heraldische Farbe. Das bisherige Wappen hatte der Oberpräsident Steinhagen am 1. März 1939 verliehen.

### Städtepartnerschaften
Die Gemeinde Steinhagen unterhält drei europäische Städtepartnerschaften, zum einen seit 1972 zu der niederländischen Gemeinde Woerden in der Provinz Utrecht, zum anderen seit 1988 zu der italienischen Kommune Fivizzano in der Provinz Massa-Carrara und seit 2023 mit Rūjiena im Norden Lettlands.

## Kultur und Sehenswürdigkeiten

### Theater
Steinhagen verfügt nicht über ein Theatergebäude und auch nicht über ein Ensemble. Für Tourneetheateraufführungen und Konzerte wird die Aula des Schulzentrums (758 Sitzplätze) unter anderem vom Verein Kulturwerk Steinhagen genutzt.

### Museum
Das Historische Museum Steinhagen stellt in Räumen der ehemaligen Brennerei Schlichte eine Sammlung von historischen Brenngeräten und Werkzeugen zur Herstellung von Wacholderbranntwein aus. Darüber hinaus können alte Fotos, Urkunden, Trachten, ein historischer Schreibwarenladen und eine historische Apotheke und andere mit der Entwicklung und Siedlungsgeschichte von Steinhagen zusammenhängende Gegenstände betrachtet werden.

### Musik
Es gab und gibt zahlreiche weltliche und kirchliche Chöre. Zu nennen sind die Sängergemeinschaft Steinhagen, die von 1921 bis 2013 bestand, der Männerchor Belcanto Steinhagen e. V. und der Kammerchor Belcanto. Seit 2005 gibt es den Chor feelHarmonie mit ca. 40 Sängerinnen und Sängern. Zum Repertoire gehören Lieder aus vielen Epochen der Musikgeschichte – von der Renaissance bis hin zur Moderne. Im Ortsteil Amshausen war der Männerchor Amshausen von 1921 bis 2023 aktiv und trat mit einer 4-köpfigen Rhythmusgruppe auf. Der Chor löste sich 2023 auf. Er sang Schlager- und Musical-Melodien. Im Ortsteil Brockhagen gab es von 1858 bis 2016 ebenfalls einen Männerchor. Die Musikschule Gütersloh unterhält eine Zweigstelle in Steinhagen. Sie veranstaltet Konzerte und gibt Unterricht. Das Steinhagener Gymnasium verfügt über Musikklassen, eine Big Band, ein Philharmonisches Orchester und Chöre. In der Katholischen Kirchengemeinde St. Hedwig trifft sich seit 2011 der Junge Chor 4laut mit einem 4-stimmigen Repertoire aus neuem geistlichen Liedgut, Gospel und auch aktueller Musik. Im Ortskern unterbreitet der Verein Kultur vor Ort seit 2021 verschiedene Kulturangebote.

### Bauwerke

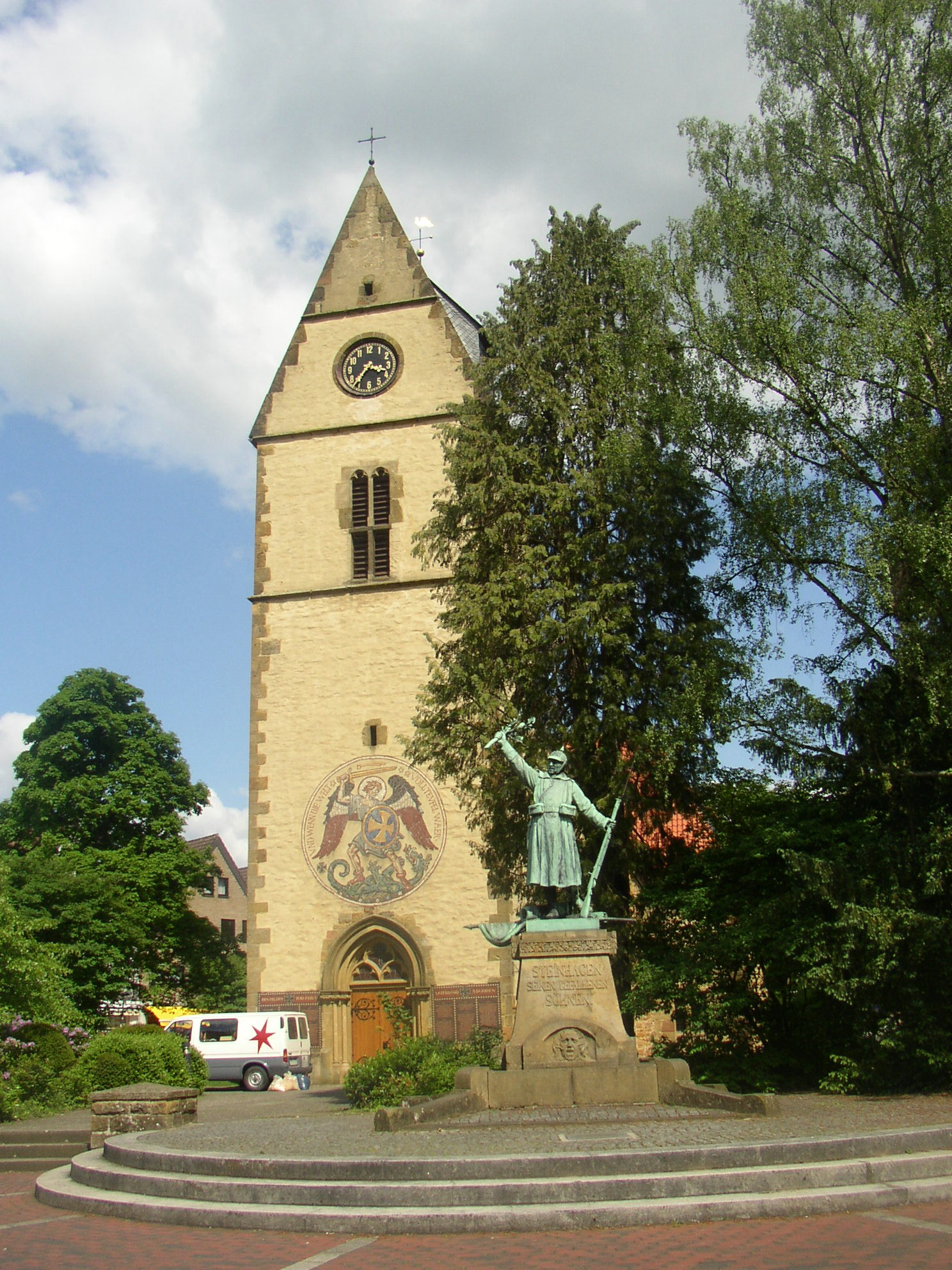
Evangelische Kirche in Steinhagen

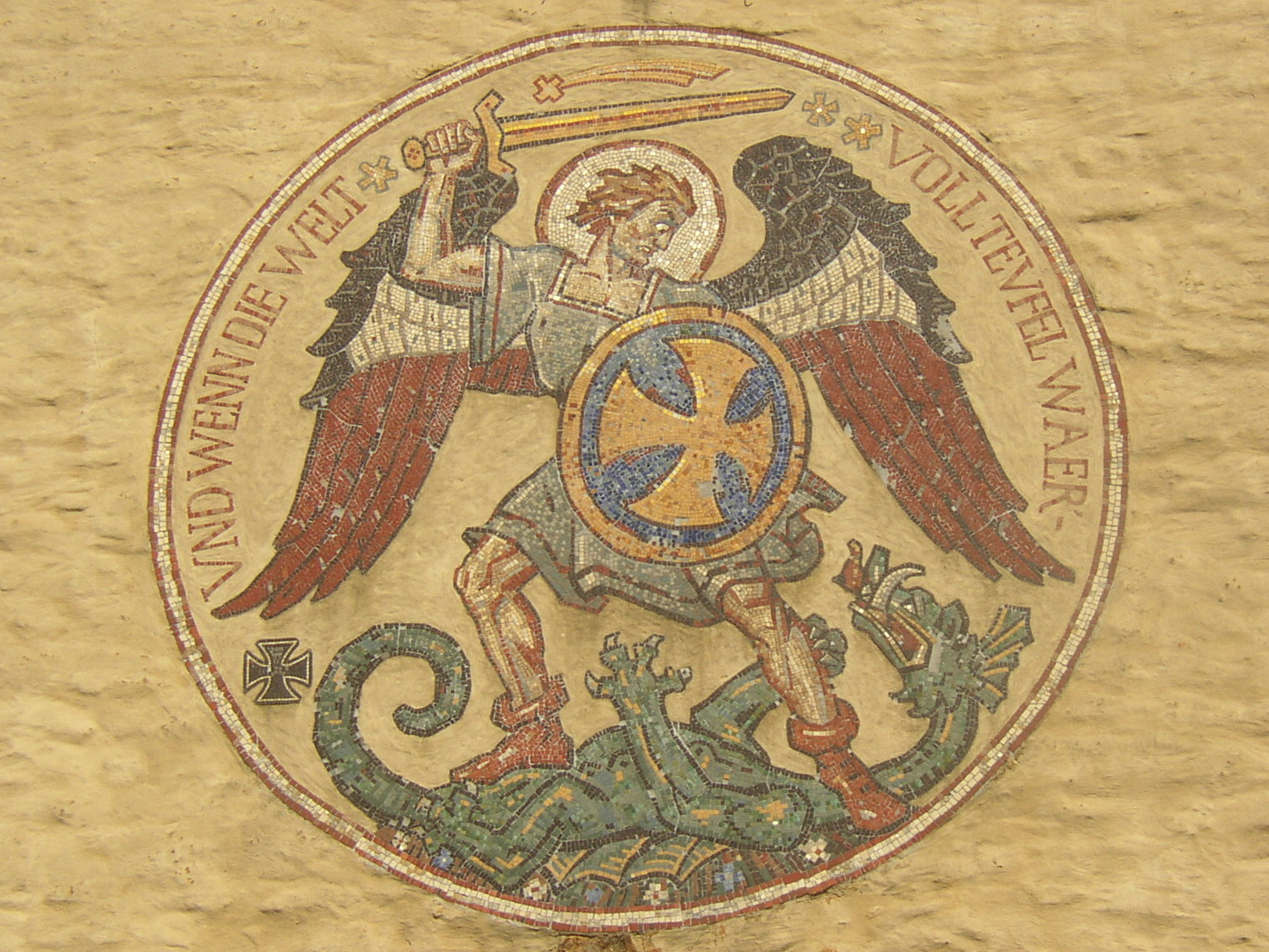
„Steinhagener Michael“, Mosaik über dem Eingang der Ev. Kirche, 1922

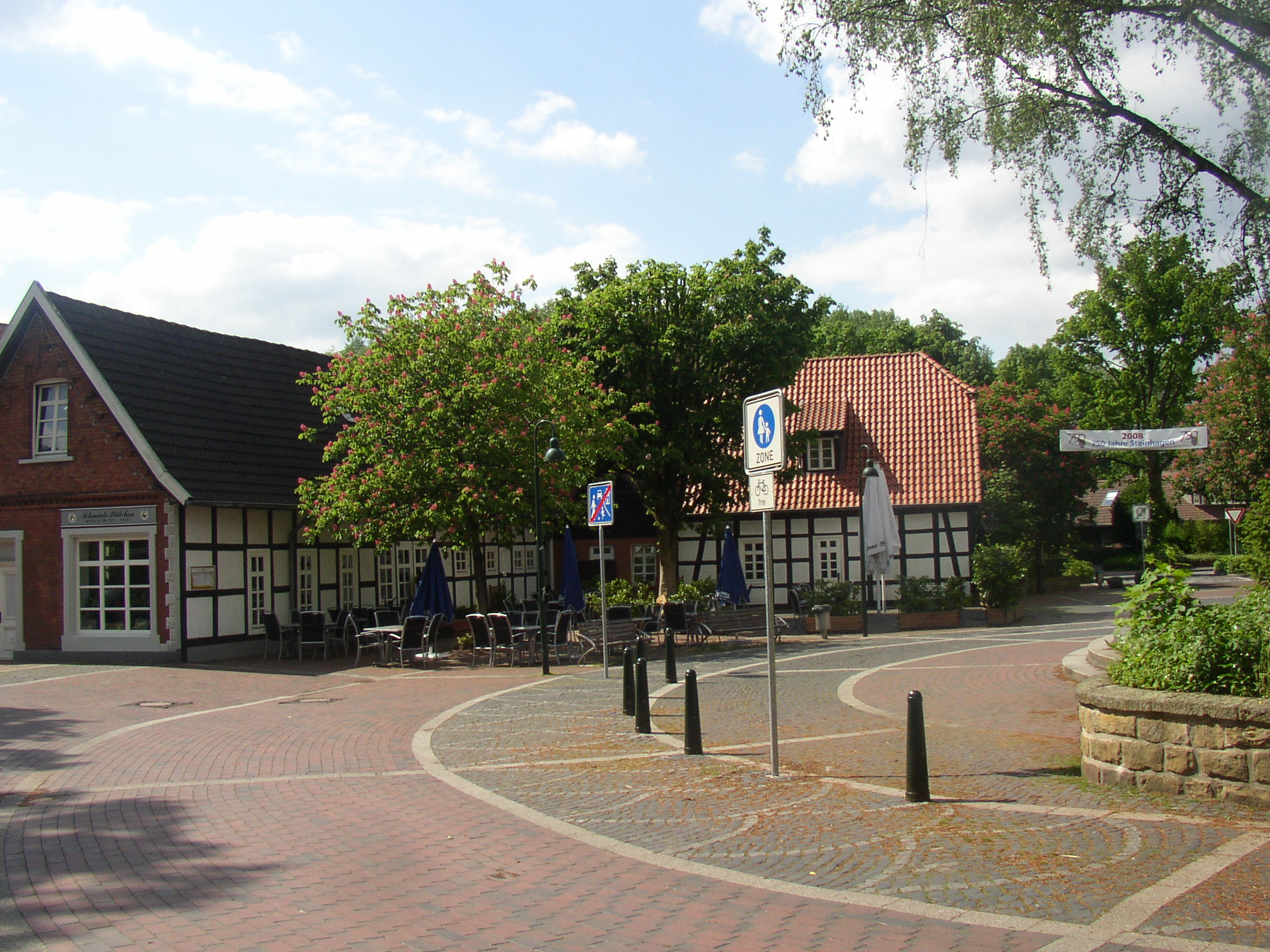
Teil des ehemaligen Kirchrings

Seit 1334 ist die Evangelische Dorfkirche in Steinhagen eine Pfarrei. Die zweischiffige, aus dem 14. Jh. stammende Halle wurde 1901 von Karl Siebold mit einer querschiffartigen Erweiterung versehen. Dem Bau ist im Westen ein Turm mit Satteldach vorgelagert. Zur Ausstattung gehören ein bemerkenswerter Flügelaltar, der wohl um 1450/60 im Umkreis des Johann Koerbecke entstand, eine Kanzel mit spätgotischen Maßwerkfüllungen, ein Taufstein von 1693 sowie der „Steinhagener Michael“, ein 1922 als Kriegerdenkmal eingelassenes Mosaik von Wolfgang Pagenstecher über dem Haupteingang, das den Erzengel Michael (den Drachentöter und Schutzpatron Deutschlands) im Kampf mit einem Drachen zeigt und die Inschrift trägt „Und wenn die Welt voll Teufel wär“. Die Inschrift verweist auf die erste Zeile der dritten Strophe in Martin Luthers Kirchenlied Ein feste Burg ist unser Gott, ein von Hans Sitt 1914 vertontes Soldatenlied und den Titel einer 1915 veröffentlichten Erzählung des Schriftstellers und Weltkriegteilnehmers Otto Rodehorst. An die Zeit der Hausspinnerei erinnert noch heute das „Haspelkreuz“ an der südlichen Turmseite der Steinhagener Kirche, das als Maß mit dem Eichstempel von 1778 zwei Brandenburger Ellen (ca. 1,334 m) zwischen vier Zapfen anzeigt.
1902 fand ein großer Umbau in der Kirche statt. Da bekam auch der Turm seine Uhr, eine Stiftung der Familie Schlichte. Am 28. Oktober 1906 wurde das Kriegerdenkmal vor der Kirche eingeweiht.
Während die Ev. Kirche insgesamt das älteste Gebäude Steinhagens darstellt, ist das ehem. Wirtschaftsgebäude des Hofes Meier-Michaelis in Brockhagen der älteste Profanbau (2. Hälfte 16. Jhd.).
Im Ortskern von Steinhagen blieben nur noch wenige Fachwerkbauten erhalten, die zumeist aus dem 18. u. 19. Jahrhundert stammen. Die ehemalige Kirchringbebauung wurde weitgehend durch Neubauten ersetzt. An der Alten Kirchstraße (Nr. 4) befindet sich das als Heimathaus genutzte Haus Ordelheide. Es handelt sich um ein Dielenhaus, das am Torbalken „1609“ bezeichnet ist. 1988 wurde es durchgreifend saniert. Am Kirchplatz 22 steht die Alte Schmiede, ein eingeschossiger Fachwerkbau von 1834 mit Krüppelwalmdach, der heute als Restaurant dient. Gegenüber befindet sich das Steinhäger Häuschen, Steinhagens älteste Gaststätte. Das abseits des Kirchplatzes am südlichen Rand des Ende der 1870er/Anfang der 1880er Jahre neu entstandenen Marktplatzes gelegene Brinkhaus ist ein stattliches, 1715 bezeichnetes Fachwerk-Dielenhaus mit Utlucht, das später durch Anbauten erweitert wurde.
Auf dem Dach des Historischen Museums ist das Wahrzeichen von Steinhagen zu sehen, ein 5 Meter hoher, grüner Steinhägerkrug.
Rittergut Patthorst. Das zweigeschossige Herrenhaus mit Krüppelwalmdach wurde 1777–83 erbaut und 1840–64 erweitert. Südwestlich des Gutes liegt die Familiengrabstätte mit dem Mausoleum, das 1818 in den Formen eines dorischen Tempels errichtet wurde. Das Haus befindet sich in Privatbesitz und kann nicht besichtigt werden.

### Parks

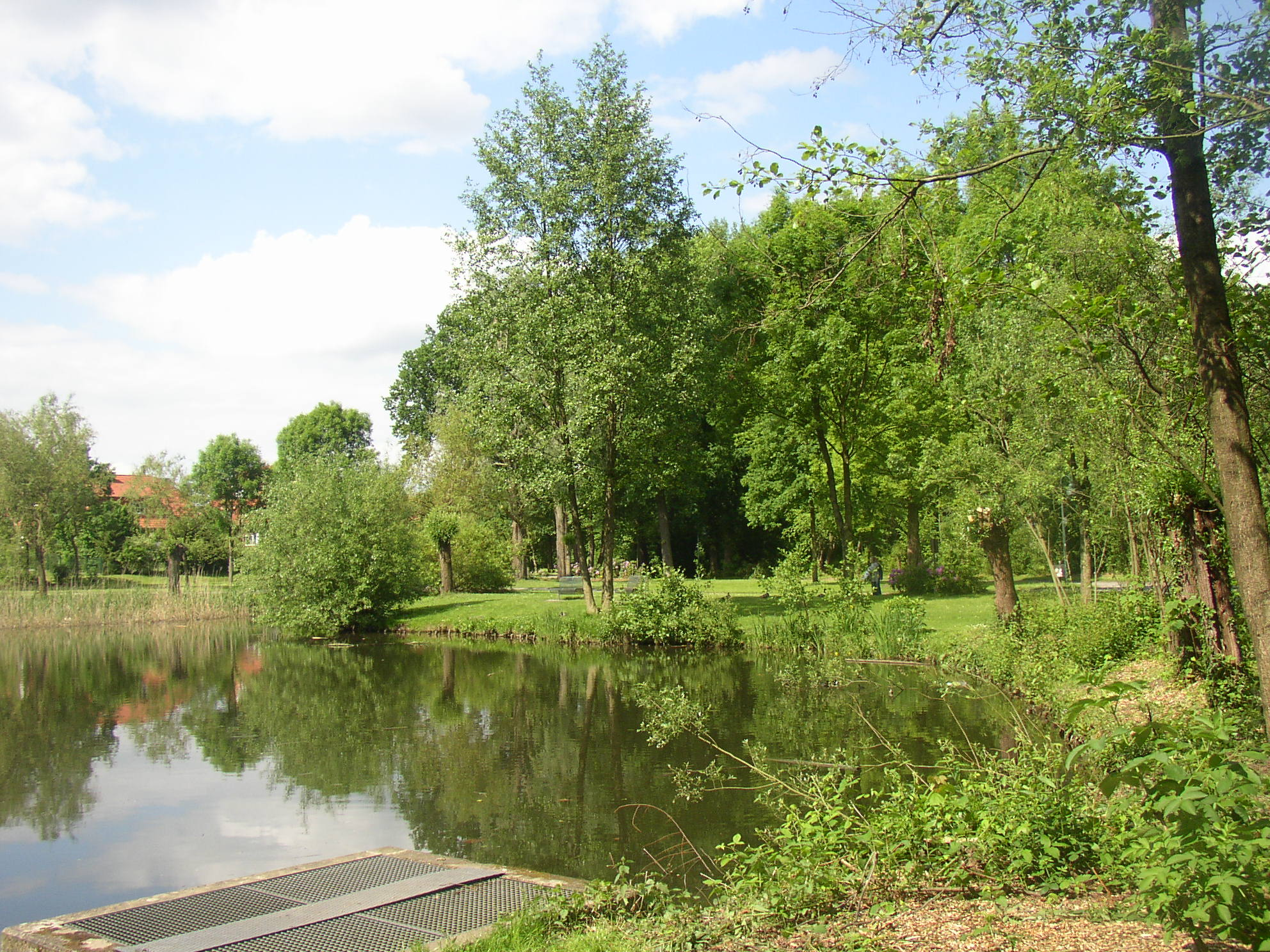
Park in Steinhagen

Westlich der Bahnhofstraße in Höhe des Kirchplatzes ist ein parkähnliches Gelände mit Teich öffentlich zugänglich, das im Zuge der zweiten Ortskernsanierung neu gestaltet wurde und seither den Namen Bürgerpark trägt. In Privatbesitz befindet sich der etwa 2 ha große Gutspark Patthorst am ehemaligen Jagdschloss der Grafen von Ravensberg.
Das Gemeindegebiet ist Teil des Naturparks TERRA.vita, ehemals Naturpark Nördlicher Teutoburger Wald-Wiehengebirge.

### Naturschutzgebiete und Naturdenkmäler

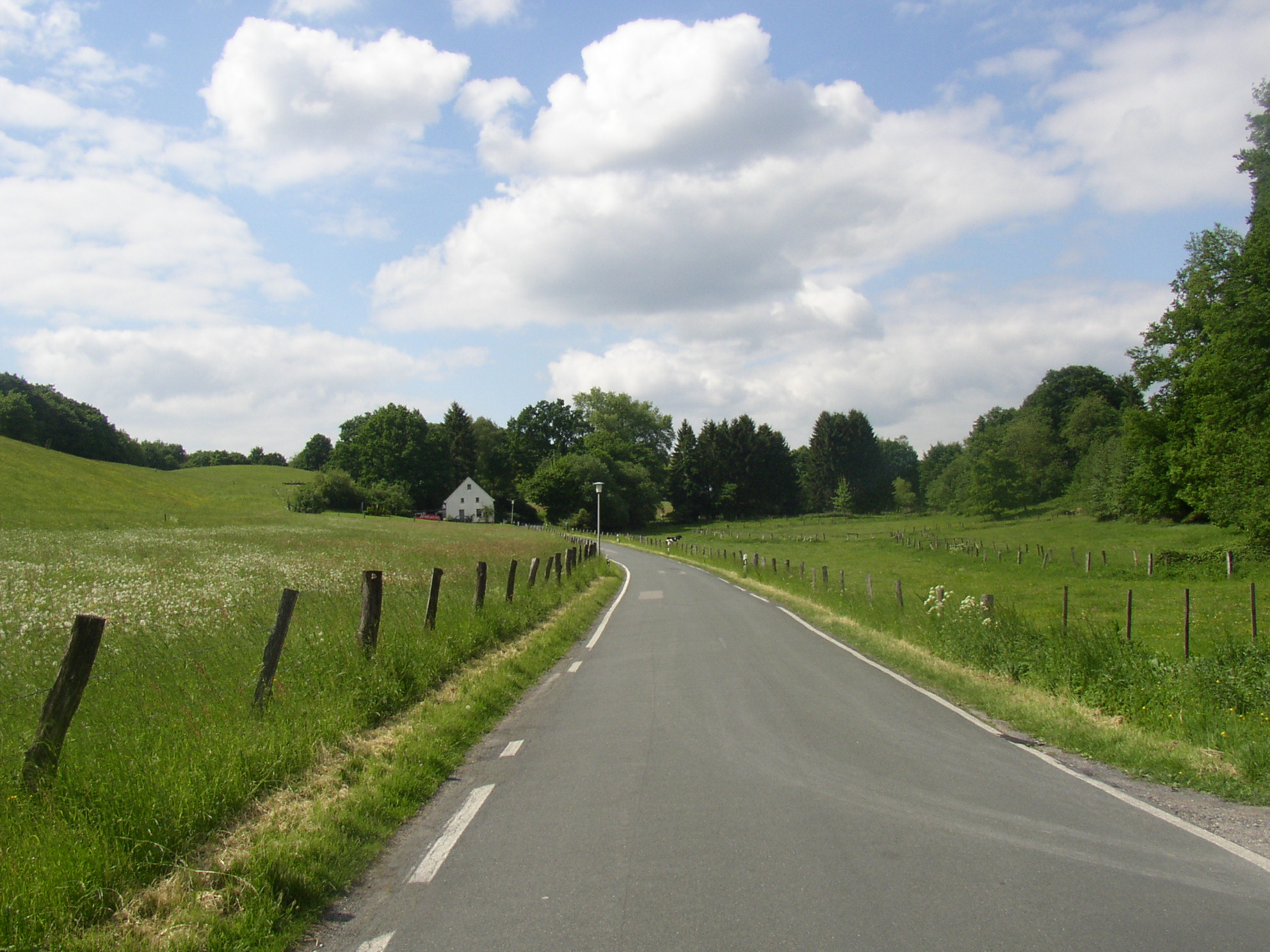
In der Amshausener Schweiz am Naturschutzgebiet Jakobsberg

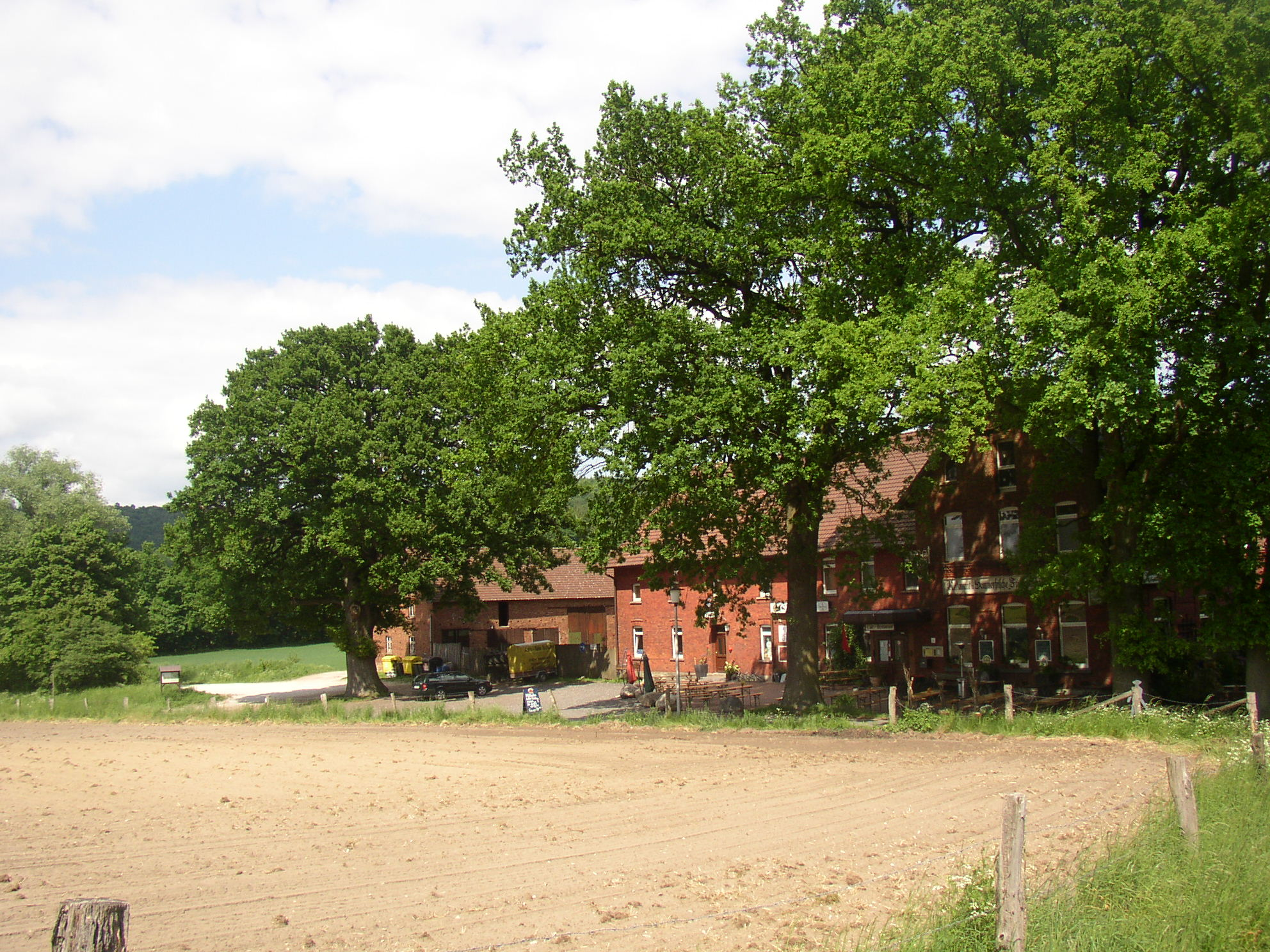
Friedrichshöhe mit geschützter Eiche (links)

Steinhagen hat sechs ausgewiesene Naturschutzgebiete mit insgesamt 461,6 ha Fläche. Dies ist in absoluten Zahlen die viertgrößte Fläche im Kreisgebiet und prozentual bezogen auf das Gemeindegebiet mit 8,21 % die drittgrößte Fläche.
Der Leberblümchenberg ist Teil des etwa 48 ha großen Naturschutzgebiets Jakobsberg in Amshausen und beheimatet ein großes Vorkommen des Leberblümchens. Zur Blütezeit des Leberblümchens ab Mitte März ist er eine touristische Attraktion. Ein Wanderweg, der am Ausflugslokal Friedrichshöhe beginnt, führt rund um den Berg und unter anderem zum Aussichtspunkt Emilshöhe, der Blicke auf das Münsterland gewährt. Die Wanderwege und Bänke im Ortsteil Amshausen werden vom Heimatverein Amshausen beaufsichtigt und gepflegt. Auf dem Vorplatz des Lokals Friedrichshöhe findet sich eine 18 Meter hohe geschützte Stieleiche, die als einer der bedeutendsten Bäume im Kreisgebiet gilt. Ihr geschätztes Alter liegt zwischen 300 und 500 Jahren.
Das Naturschutzgebiet Feuchtwiese Vennheide in Brockhagen ist ein Grünlandkomplex auf 130 ha Fläche, der 19 Pflanzenarten der Roten Liste gefährdeter Arten und weiteren 15 Pflanzenarten der nordrhein-westfälischen Vorwarnliste Heimat bietet. Es bietet darüber hinaus zwei Arten von Wiesenvögeln der Roten Liste und weiteren vier Arten der Vorwarnliste Schutz. Es wurden elf Heuschreckenarten nachgewiesen, von denen fünf als gefährdet oder stark gefährdet gelten. Mit weiteren 21 nachgewiesenen Tagfalterarten, von denen drei auf der Roten Liste stehen, weist das Gebiet eine bemerkenswerte Artenvielfalt auf.
Das Naturschutzgebiet Feuchtwiesen Ströhen trägt zum Erhalt von seltenen Pflanzengesellschaften und traditionellen Brutplätzen bei, zum Beispiel für Brachvogel, Kiebitz und Steinkauz.
Das Naturschutzgebiet Feuchtwiesen In den Wösten hat eine Größe von 50 ha und beherbergt kleine feuchte bis nasse Waldbestände. Im Naturschutzgebiet Foddenbach-Landbach wird den beiden genannten Bächen auf einer Fläche von ca. 87 ha Raum zur natürlichen Mäandrierung gelassen.
Das Naturschutzgebiet Egge existiert seit 2008 und ist damit das jüngste der unter Schutz gestellten Gebiete. Es befindet sich mit einer Größe von ca. 53,6 ha im Teutoburger Wald im nordwestlichen Gemeindegebiet.
Bereits 1939 wurde der Kraalbusch als Naturschutzgebiet ausgewiesen. Aufgrund der starken Eutrophierung des Gewässers, die zu einem völligen Verlust der wertvollen Flora führten, wurde die Verordnung jedoch in den 1970er Jahren wieder aufgehoben.

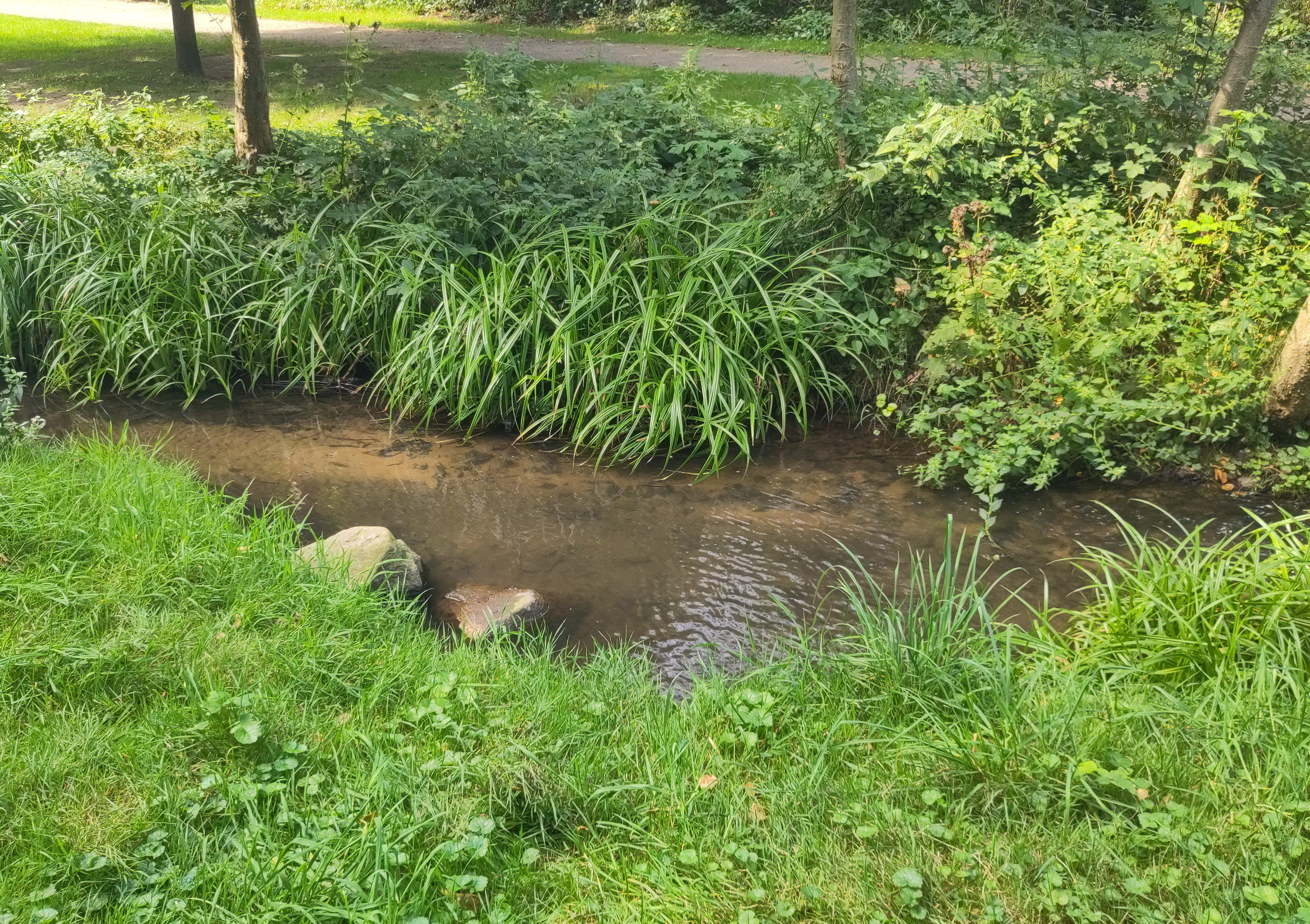
Der Pulverbach in Steinhagen

Am Spielplatz an der Mühlenstraße steht eine etwa 200 Jahre alte geschützte Stieleiche, die rund 18 Meter hoch ist und einen Kronendurchmesser von etwa 26 Metern hat.

### Sport
Folgende Sportvereine in Steinhagen sind nennenswert:
- TSV Amshausen (Fußball, Jiu Jitsu, Jazz-Dance, Bogenschießen)
- TC Amshausen (Tennis)
- TuS Brockhagen (Handball)
- SCSA Schwimmclub Steinhagen-Amshausen (Schwimmen, Wasserball [Damen und Herren])
- Spvg Steinhagen (Fußball, Handball, Volleyball, Tischtennis, Turnen, Radball, Badminton); die Damentischtennisabteilung des Vereins wurde zwischen 1989 und 1994 sechsmal hintereinander Deutscher Meister
- Flugsportvereinigung Ravensberg-Steinhagen (Segelfliegen, Modellbau, Modellfliegen)
- ZRFV Steinhagen-Brockhagen-Hollen e. V. (Zucht-, Reit- und Fahrverein im Reitsportzentrum Steinhagen)
- Islandpferdereitverein Vinir e. V.
- DLRG Steinhagen (Rettungsschwimmen)

### Regelmäßige Veranstaltungen
Im März und im August findet jedes Jahr die Frühjahrskirmes und die Sommerkirmes auf dem Marktplatz und rund um den Kirchplatz Steinhagen statt. Ende April/Anfang Mai ist der jährliche Köchemarkt. Jährlich im Juli finden die Steinhagener Reitertage statt. Sie haben überregionale Bedeutung. Immer am ersten Septemberwochenende wird das Heidefest mit Weinmarkt und Wahl zur Heidekönigin veranstaltet.
Der jährliche Weihnachtsmarkt am ersten Adventswochenende ist nicht kommerzieller Natur. Die Stände werden überwiegend durch Vereine, Schulen, Kindergärten und Parteien betrieben, die den Gewinn über die Aktionsgemeinschaft Steinhagen gemeinnützigen Zwecken innerhalb der Gemeinde zufließen lassen.
Einmal jährlich am Samstag zwischen Weiberfastnacht und Rosenmontag findet die große Prunksitzung des Karnevals Club Cronsbachfunken Steinhagen e. V. (KCCF) in der Aula des Schulzentrums Steinhagen statt. Mit über 600 verkleideten Gästen das Großereignis in der Karnevalszeit.
Der Ortsteil Brockhagen erlangte zwischen 1997 und 2003 durch die dort stattfindende Future Parade, ein Rave im Stil der Loveparade, überregionale Bedeutung. In der Spitze wurden rund 55.000 Besucher verzeichnet. Am letzten Wochenende im August feiern die Brockhagener das Dorfgemeinschaftsfest und am 3. Adventssonntag den Sternchenmarkt.

### Kulinarische Spezialitäten
Bekannt ist Steinhagen durch seinen Wacholderbranntwein, den Steinhäger.

## Infrastruktur und Wirtschaft

### Verkehr

#### Straßenverkehr
Steinhagen ist über die Bundesautobahn 33 an das Fernstraßennetz in Richtung Bielefeld und Osnabrück angebunden. Die ehemalige B 68 wurde nach Inbetriebnahme der Autobahn zur L 756. Über die L791 ist der Bielefelder Süden, über die L778 der westliche Teil des Kreises Gütersloh und der Bielefelder Westen und über die L782 Gütersloh erreichbar.

#### Schienen- und Busverkehr
Der Bahnhof Steinhagen (Westf) sowie der Haltepunkt Steinhagen (Westf) Bielefelder Straße liegen an der Bahnstrecke Osnabrück–Bielefeld (KBS 402), auf der im Stundentakt (zwischen Bielefeld und Halle teilweise 30-Minuten-Takt) die Regionalbahn „Haller Willem“ RB 75 verkehrt. Der Personennahverkehr wird von der NordWestBahn mit Talent-Dieseltriebwagen für Geschwindigkeiten bis zu 120 km/h durchgeführt.
Im Straßenpersonennahverkehr verkehren Regionalbusse nach Bielefeld und Halle (Westf.). Alle Ortsteile können mit einem Anruflinienbus erreicht werden. Im gesamten öffentlichen Personennahverkehr gilt der Verbundtarif Westfalentarif und tarifraumüberschreitend der NRW-Tarif. In Richtung Osnabrück gibt es einen Übergangstarif zur Verkehrsgemeinschaft Osnabrück (VOS-Plus).

#### Fuß- und Radverkehr
Steinhagen liegt auf der Strecke der BahnRadRoute Teuto-Senne, die von Osnabrück über Steinhagen und Bielefeld nach Paderborn führt.
Auf dem Kamm des Teutoburger Waldes, also an der nördlichen Gemeindegrenze, verläuft der Hermannsweg, der als Wanderweg Rheine mit dem lippischen Velmerstot verbindet. Auf diesem Weg etwa bei 52° 2′ 4,6″ N, 8° 25′ 47,9″ O findet sich der Karl-Carstens-Gedenkstein, der daran erinnert, dass der ehemalige Bundespräsident Karl Carstens diesen Punkt bei einer seiner zahlreichen Wanderungen gequert hat.

#### Flugverkehr
Der Flughafen Münster/Osnabrück befindet sich in 60 km Entfernung, der Flughafen Paderborn/Lippstadt ist 65 km entfernt. Der Flughafen Dortmund ist etwa 90 km, der von Hannover ist rund 122 km entfernt.
Etwas außerhalb von Steinhagen, am Hof Meyer auf dem Ströhen, gibt es einen Ballon- und Luftschiffhafen mit Hubschrauberlandeplatz, der von der Firma Air-Taxi-Service Bielefeld betrieben wird. Zum Gelände gehören eine kleine Start- und Landebahn, ein Hubschrauberhangar (300 m²) und eine Luftschiffhalle (370 m²). Seit 1969 gibt es dort Flugbetrieb. Im September 1978 startete auf dem Ströhen der erste Heißluftballon – zu jener Zeit der einzige Ballon in Ostwestfalen-Lippe, in dem Gäste mitfahren durften.

### Medien

#### Druckmedien
Als Tageszeitungen erscheinen täglich montags bis samstags in der Auflage etwa gleich stark das Haller Kreisblatt, eine Tochterzeitung der Neuen Westfälischen, sowie eine Lokalausgabe des Westfalen-Blatts. Beide Zeitungen beziehen ihren Mantel von ihren jeweiligen Mantelredaktionen aus Bielefeld. Beide Zeitungen berichten im Lokalteil aus allen Gemeinden des Altkreises Halle, unter anderem Steinhagen. Darüber hinaus erschien bis 2023 sonntäglich und kostenfrei die Zeitung „OWL am Sonntag“, ein Ableger des Westfalen-Blatts. Das „Steinhagener Schaufenster“, ein Anzeigenblatt mit Neuigkeiten und Berichten aus allen drei Ortsteilen, erscheint 9- bis 10-mal im Jahr. Ein weiteres Anzeigenblatt sind die monatlich erscheinenden „Teutonews“.

#### Radio und Fernsehen
Steinhagen gehört zum Berichtsgebiet des WDR-Studios Bielefeld. Weiterhin gehört Steinhagen seit 1991 zum Sendegebiet von Radio Gütersloh, das es in der Berichterstattung als Lokalradio mit abdeckt.

### Öffentliche Einrichtungen
Die Gemeinde bietet in ihren Einrichtungen verschiedene Dienstleistungen für ihre Bürger an. Die Hauptstelle der Gemeindebibliothek befindet sich seit Juni 2018 am Kirchplatz 26a im Schlichte Carree, eine Zweigstelle existiert in Brockhagen. Insgesamt werden rund 28.000 Medien angeboten.
In jedem Ortsteil unterhält die Gemeinde öffentliche Begegnungsstätten (Heimathaus in Steinhagen, Alte Dorfschule in Brockhagen und Alte Feuerwehr in Amshausen).

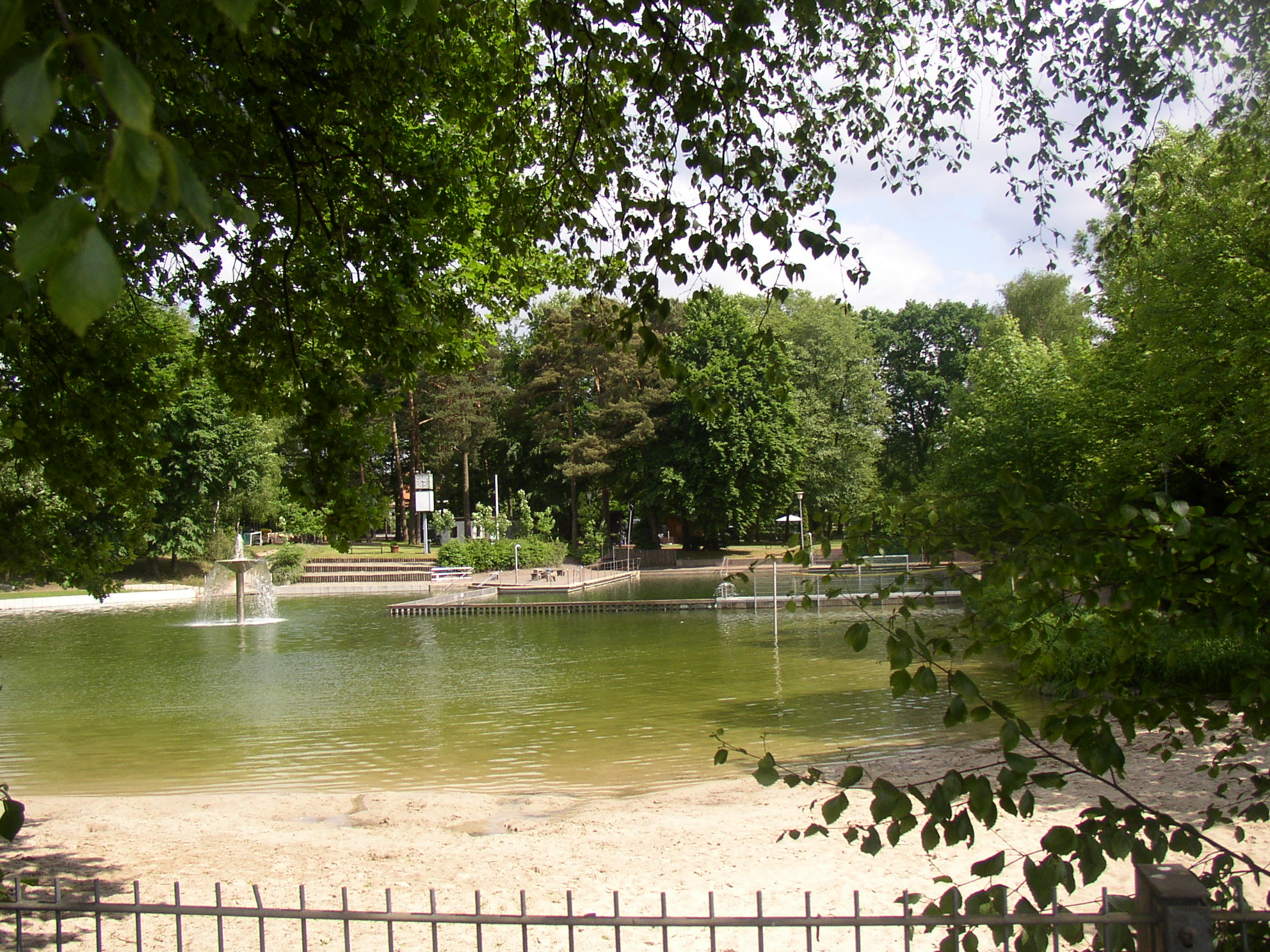
Waldbad in Steinhagen

Das Waldbad ist ein über 90 Jahre altes Freibad. Es zeichnet sich dadurch aus, dass es kein gemauertes Becken hat, sondern ein Naturbad mit Strandanlage ist und vom Pulverbach durchflossen wird. Im Ortsteil Steinhagen findet sich darüber hinaus ein Hallenbad mit 25-m-Bahn, das regelmäßig auf 29 °C geheizt wird. In unmittelbarer Nähe befinden sich das Cronsbach-Stadion, die größte Sportanlage der Gemeinde, mit Rasenspielfeld inklusive Sitz- und Stehplatztribüne, zwei Rasen-Trainingsfeldern, einem Kunstrasen-Spielfeld sowie Leichtathletikanlagen, und mehrere Sporthallen, darunter das 2022 eingeweihte Hörmann-Sportzentrum. Das Waldbad ist auch die Wiege des Schwimmclubs Steinhagen-Amshausen.
Die Freiwillige Feuerwehr Steinhagen mit über 100 Mitgliedern ist für den Brandschutz im Gemeindegebiet zuständig und verfügt über drei Löschzüge, davon einer in Steinhagen, ein weiterer in Brockhagen und ein dritter in Amshausen. Darüber hinaus gibt es eine aktive Jugendfeuerwehr und eine Kinderfeuerwehr.
Die Gemeinde verfügt mit der Gemeindewerke Steinhagen GmbH über ein eigenständiges Versorgungsunternehmen mit den Sparten Strom, Gas, Fernwärme, Wasser und Bäder. Seit 2011 wird ausschließlich sogenannter grüner Strom von den Gemeindewerken über ihr eigenes Stromnetz vertrieben.

### Bildung
Es gibt im Gemeindegebiet fünf Grundschulen: die Grundschule Laukshof, die Grundschule Amshausen, die Grundschule Brockhagen, die Grundschule Steinhagen sowie die privat unterhaltene Georg-Müller-Grundschule. Weiterführende Schulen sind die Realschule und das Gymnasium Steinhagen. Die Realschule und das Gymnasium werden als gebundene Ganztagsschule geführt.
Darüber hinaus gibt es für die Erwachsenenbildung Angebote der Volkshochschule Ravensberg, einem kommunalen Zweckverband, in dem sich die Städte Halle, Werther, Borgholzhausen, Versmold und die Gemeinde Steinhagen zusammengeschlossen haben. Die Volkshochschule betreibt seit 2009 das Gesundheitsforum am Steinhagener Kirchplatz.

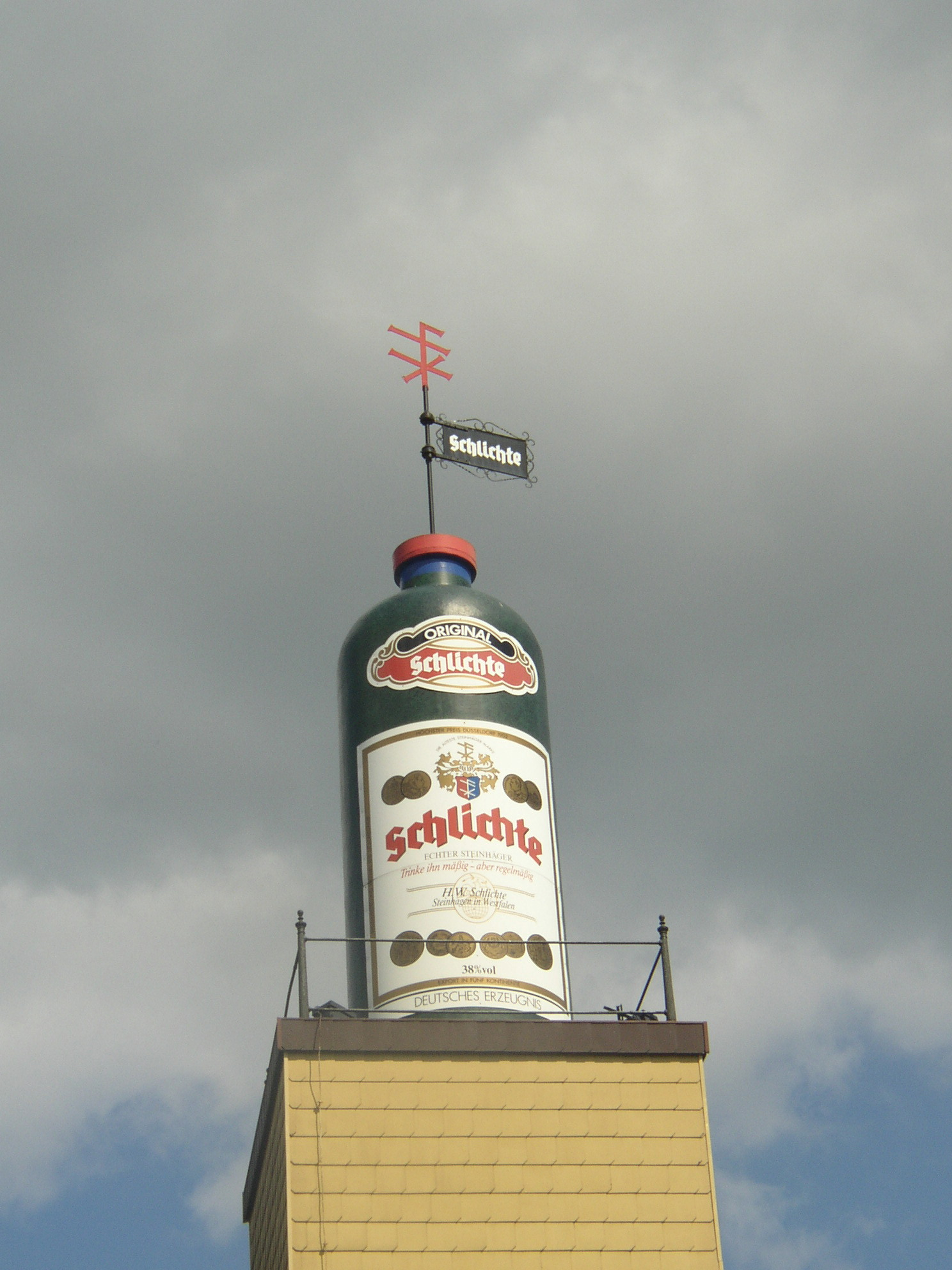
Steinhägerkrug auf dem historischen Museum

### Ansässige Unternehmen
Steinhagen zeichnet sich nach dem weitgehenden Niedergang der Brennereien durch eine recht breit diversifizierte Industrie aus. Zu den weltweit bekannten Unternehmen zählt Hörmann, ein weltweit tätiges Unternehmen im Bereich Bauelemente (Türen, Tore, Zargen und Antriebe) mit mehr als 6000 Mitarbeitern. Es hat seinen Hauptsitz in Steinhagen. Die Jung Pumpen GmbH ist mit rund 350 Mitarbeitern im Bereich Abwassertechnik weltweit tätig. Auch sie hat ihren Hauptsitz in Steinhagen.
Überregional bekannt sind die Brennerei Zum Fürstenhof Robert H. Günther, die Steinhäger herstellt; die INA-Schaeffler KG, ein Hersteller von Wälzlagern, Linearprodukten sowie Direktantrieben, die Firma Plasmatreat, einer der führenden Hersteller und Anbieter von Plasmaanlagen, und die Lütgemeier GmbH, ein Hersteller von Spezialteilen für die Kraftfahrzeugindustrie. Ein weiteres Unternehmen in Steinhagen ist die Runge Verlagsauslieferung.
In Steinhagen war die Balsam AG (Spezialist für Sportfußböden) ansässig, die 1994 aufgrund von Misswirtschaft in Konkurs ging.

## Persönlichkeiten

### Söhne und Töchter der Stadt
- 1840–1911: Friedrich Meyer, Reichstags- und Landtagsabgeordneter
- 1848–1932: Hermann Niehaus, zweiter Stammapostel der Neuapostolischen Kirche
- 1944: Ursula Bolte, Politikerin (SPD)
- 1944: Axel Diekmann, Verleger und Ehrenbürger der Stadt Passau
- 1960: Klaus Besser, Politiker (SPD)
- 1968: Andreas Golombek, Fußballtrainer
- 1968: Buttermaker, Musiker und Komiker

### Liste der Personen, die hier leb(t)en
- 1921–2009: Reinhard Mohn, Unternehmer, lebte in Steinhagen
- 1938: Lutz Goessing, Spring- und Vielseitigkeitsreiter, lebt in Steinhagen
- 1939–2011: Christa Goessing, Springreiterin, Pferdezüchterin und Reitsportmäzenin, mit Lutz Goessing verheiratet, 2011 verstorben
- 1944: Ursula Bolte, Politikerin (SPD), ehemalige Landtagsabgeordnete und Landrätin des Kreises Gütersloh
- 1950: Manfred Führer, ehemaliger Fußball-Bundesligaschiedsrichter, lebt in Steinhagen
- 1951–2023: Heinrich-Wilhelm Johannsmann, Springreiter, zwischen 1973 und 1978 und von 1981 bis 2005 aktiv im Turnierstall von Lutz Goessing in Steinhagen
- 1958: Franke Sloothaak, Springreiter, lebt in Steinhagen
- 1974: Jörg Böhme, ehemaliger Fußballer, jetzt Trainer, lebt in Steinhagen
- 1975: Jörg Ludewig, Radsportprofi, hat sein Elternhaus in Steinhagen
- 1981: Cemil Şahinöz, Soziologe und Autor, lebt in Steinhagen
- 1982: Tim Rieskamp-Goedeking, Springreiter, lebt in Steinhagen
- 1984: David Odonkor, ehemaliger Profi-Fußballer und Nationalspieler, WM-Teilnehmer 2006, lebte in Steinhagen
- 1992: Sarah Süß, Politikerin (SPD)